# 洋濱市 (華盛頓州)
维景湾畔（英文：Ocean Shores），是美国华盛顿州格雷斯港县下属的一座城市。根据 2000年美国人口普查，该市有人口3,836人。根据2010年美国人口普查，该市有人口5,569人。而2011年估计该市有5,549人。